# 下羅哈奇克

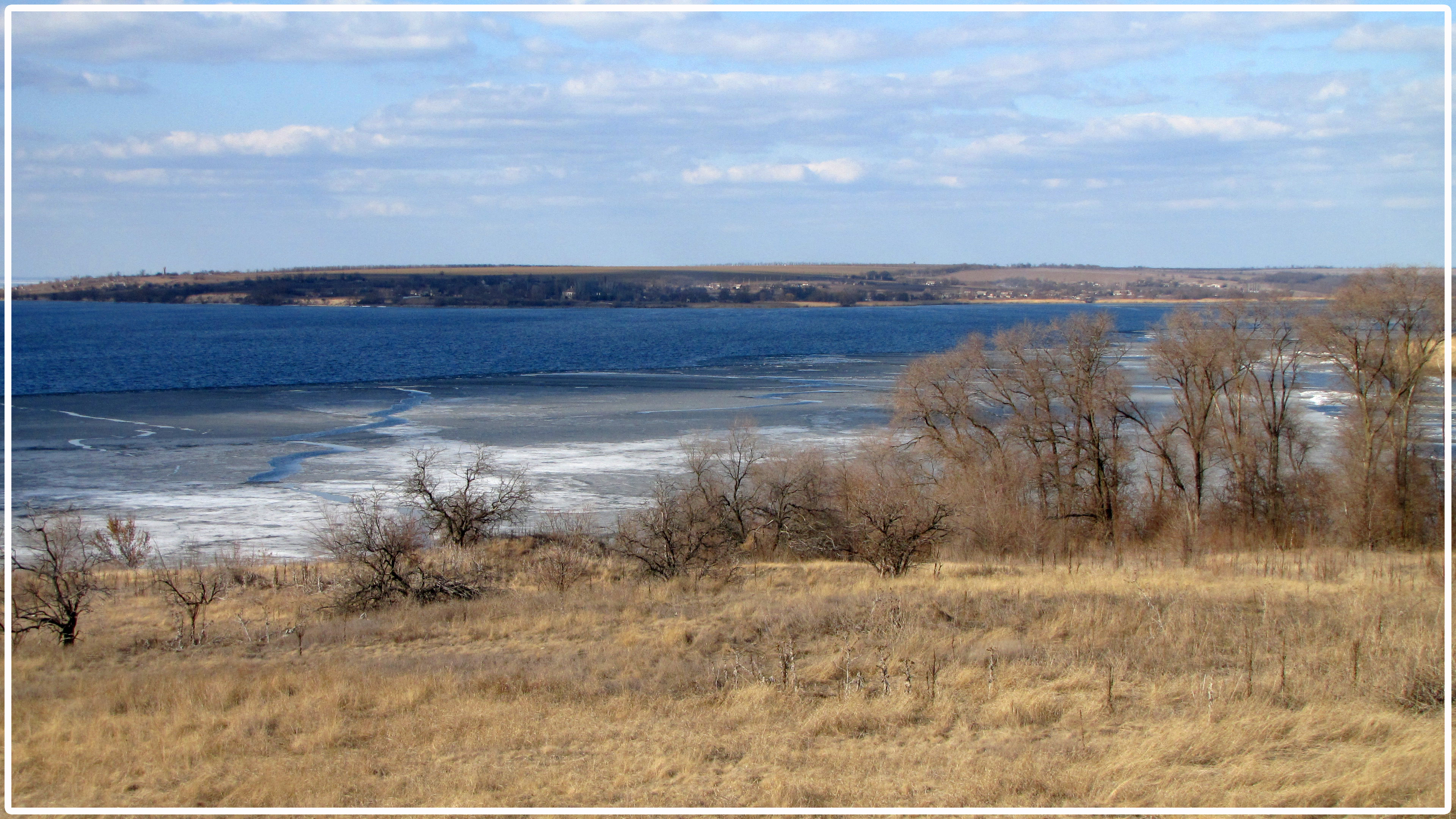
从对岸眺望下罗哈奇克

47°20′38″N 34°1′55″E / 47.34389°N 34.03194°E
下罗哈奇克（烏克蘭語：Нижній Рогачик）是位於烏克蘭南部的村莊，由赫爾松州卡霍夫卡區的上羅哈奇克市鎮負責管轄。該村面積1.49平方公里，海拔高度43米，2001年人口302，人口密度每平方公里202.8人。